# Don't Be Frightened of Turning the Page
Don't Be Frightened of Turning the Page è un EP del gruppo musicale statunitense Bright Eyes, pubblicato nel 2000 solo in Giappone e Regno Unito.

## Tracce
1. Going for the Gold – 5:06
2. Oh, You Are the Roots That Sleep Beneath My Feet and Hold the Earth in Place – 3:10
3. I Won't Ever Be Happy Again – 2:37
4. No Lies, Just Love – 5:58
5. Kathy With a K's Song – 5:28
6. Mirrors and Fevers – 2:03